# Christian Slater
Christian Michael Leonard Hawkins Slater (New York), 18 augustus 1969) is een Amerikaanse acteur. Zijn ouders zijn Mary Jo Slater en de Britse acteur Michael Hawkins.
De acteercarrière van Slater begon in 1976, toen hij te zien was in One Life to Live. Hij was altijd al fan van Star Trek. Zijn moeder was een filmproducente en gaf hem zo een rol in de film Star Trek VI: The Undiscovered Country (1991). Sinds 2004 is hij vooral op het toneel te zien.
Slater stond altijd bekend door zijn drank- en drugsgebruik en heeft ook vele relaties achter de rug. In 2000 trouwde hij met Ryan Haddon, met wie hij twee kinderen kreeg. In 2005 ging het stel uit elkaar, om later definitief te scheiden.
Na de dood van River Phoenix werd Slater gecast voor de rol van interviewer Daniel Molloy in de film Interview with the Vampire (1994). Hij doneerde zijn salaris aan twee van Phoenix' favoriete goede doelen.
In 2025 kreeg Slater een ster op de Hollywood Walk of Fame.

## Filmografie (selectie)
- 1986: The Name of the Rose
- 1986: All My Children
- 1988: Tucker: The Man and His Dream
- 1989: Gleaming the Cube
- 1989: Heathers
- 1990: Young Guns II
- 1990: Pump Up the Volume
- 1991: Mobsters
- 1991: Robin Hood: Prince of Thieves
- 1991: Star Trek VI: The Undiscovered Country
- 1992: Kuffs
- 1992: FernGully: The Last Rainforest
- 1992: Where the Day Takes You
- 1993: Untamed Heart
- 1993: True Romance
- 1994: Interview with the Vampire: The Vampire Chronicles
- 1995: Murder in the First
- 1996: Bed of Roses
- 1996: Broken Arrow
- 1997: Austin Powers: International Man of Mystery
- 1998: Hard Rain
- 1998: Very Bad Things
- 2000: The Contender
- 2001: 3000 Miles to Graceland
- 2001: Who Is Cletis Tout?
- 2002: Windtalkers
- 2003: Alias
- 2004: Mindhunters
- 2005: Alone in the Dark
- 2005: The Deal
- 2006: Hollow Man II
- 2006: Bobby
- 2007: Slipstream
- 2007: He Was a Quiet Man
- 2007: The Ten Commandments (stem)
- 2008: Love Lies Bleeding
- 2008: Igor (stem)
- 2009: Dolan's Cadillac
- 2009: Lies & Illusions
- 2010: Shadows of the White Nights
- 2011: Breaking In[2]
- 2011: The River Murders
- 2012: Dawn Rider
- 2012: Playback
- 2012: Soldiers of Fortune
- 2012: El Gringo
- 2012: Freaky Deaky
- 2012: Rites of Passage
- 2012: Back to the Sea
- 2012: Assassin's Bullet
- 2012: Bullet to the Head
- 2013: The Power of Few
- 2013: Stranded
- 2014: Ask me Anything
- 2014: Way of the Wicked
- 2015: Hot Tub Time Machine 2
- 2015: The Adderall Diaries
- 2015: Mr. Robot
- 2016: King Cobra
- 2017: The Summit
- 2017: Mune: Guardian of the Moon
- 2017: The Wife
- 2018: The Public
- 2018: Suicide Squad: Hell to Pay
- 2020: We Can Be Heroes
- 2022: Willow
- 2024: Blink Twice

- Bibsys: 98012507
- Biblioteca Nacional de España: XX1306903
- Bibliothèque nationale de France: cb139428955 (data)
- Gemeinsame Normdatei: 11923047X
- International Standard Name Identifier: 0000 0001 2096 4913
- Library of Congress Control Number: n82155967
- Bibliotheek van het Japanse parlement: 00649709
- Nationale Bibliotheek van Tsjechië: jx20050512007
- Nationale Bibliotheek van Israël: 987007574197605171
- Nationale Bibliotheek van Polen: a0000003062792
- Nederlandse Thesaurus van Auteursnamen: 094922756
- SNAC: w62v3bqr
- Système universitaire de documentation: 059079398
- Virtual International Authority File: 79169572
- WorldCat: E39PBJdx66g9HRWjXPVc9g7GpP